# Las aventuras de Sherlock Holmes y del doctor Watson

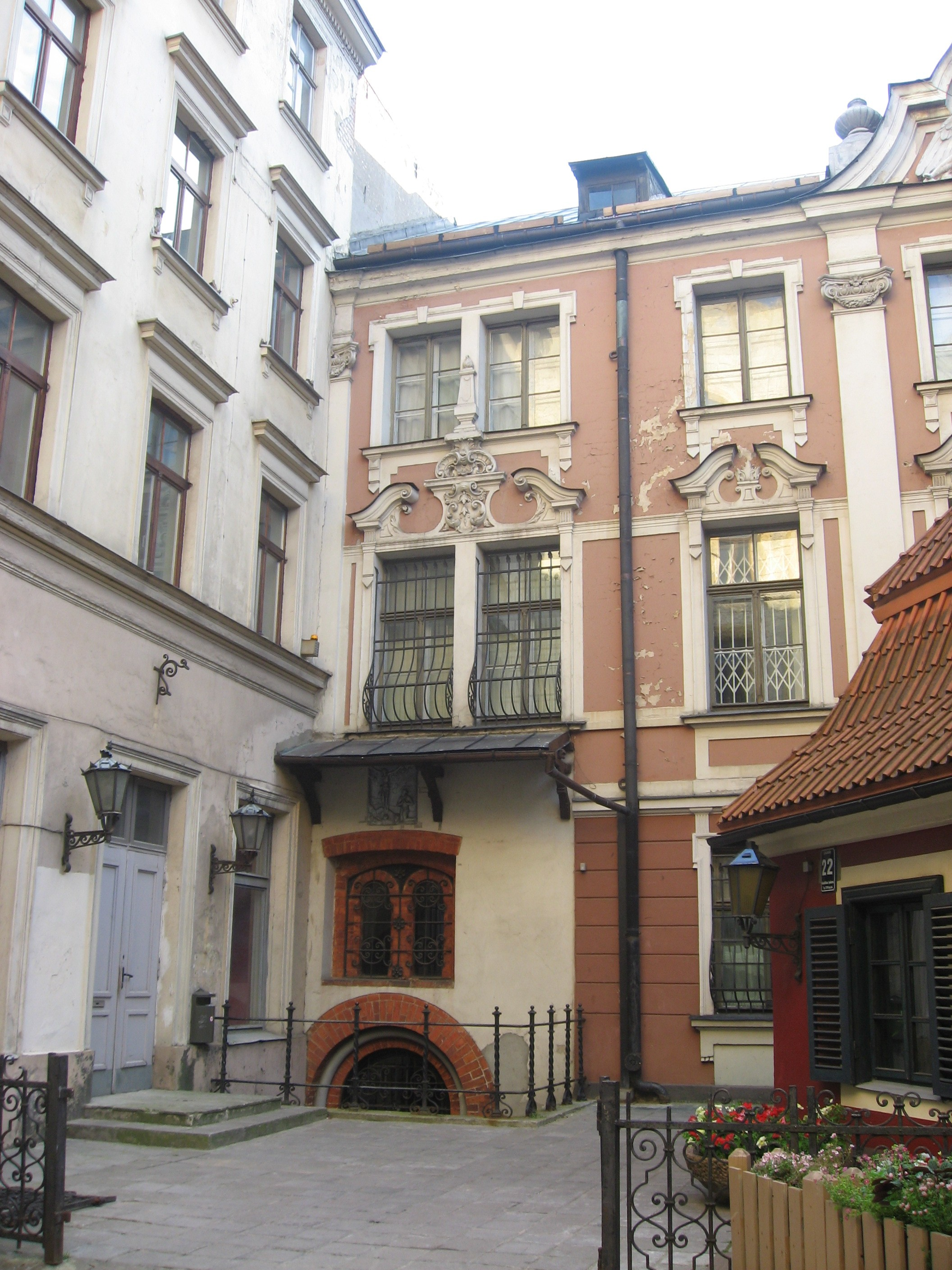
Riga, domy v centruRiga, domy v centru

Las aventuras de Sherlock Holmes y del doctor Watson (en ruso: Приключения Шерлока Холмса и доктора Ватсона) es una serie de películas de televisión soviéticas, dirigidas por Ígor Máslennikov, con Sherlock Holmes y el doctor Watson como protagonistas. La serie consta de cinco películas (11 episodios con la duración total de 12 horas y 46 minutos), realizadas entre 1979 y 1986 en el estudio de cine Lenfilm.

## Argumento y producción
La serie es una adaptación de las obras de Arthur Conan Doyle. A diferencia de algunos de sus homólogos occidentales, está muy cerca de la fuente literaria. Las diferencias incluyen el comportamiento ligero y divertido de Holmes o la conducta cómica de algunos de los personajes (sobre todo la del señor Henry Baskerville y de su mayordomo Barrymore en la película El sabueso de los Baskerville).
La banda sonora de la serie fue compuesta por Vladímir Dashkévich. La pieza introductoria se ha convertido en una de las obras más reconocibles de la música cinematográfica de la antigua Unión Soviética. La melodía se parece intencionalmente a un logotipo musical interpretado cada hora al servicio ruso de la BBC de onda corta (la Marcha del príncipe de Dinamarca de Jeremiah Clarke). En una entrevista posterior, Máslennikov confirmó que quería una sintonía similar que se pudiera identificar con el espíritu de Gran Bretaña.
Una calle vieja de Riga, capital de Letonia, se usó como Baker Street.

## Lista de películas y episodios
| Año  | Título de la película                                | Episodios                 | Obras de Arthur Conan Doyle                                         |
| 1979 | Sherlock Holmes y el doctor Watson                   | El conocimiento           | Estudio en escarlata, La banda de lunares                           |
| 1979 | Sherlock Holmes y el doctor Watson                   | La inscripción con sangre | Estudio en escarlata                                                |
| 1980 | Las aventuras de Sherlock Holmes y del doctor Watson | El rey del chantaje       | Charles Augustus Milverton                                          |
| 1980 | Las aventuras de Sherlock Holmes y del doctor Watson | El combate mortal         | El problema final                                                   |
| 1980 | Las aventuras de Sherlock Holmes y del doctor Watson | La caza del tigre         | La casa deshabitada                                                 |
| 1981 | El sabueso de los Baskerville                        | Dos episodios             | El sabueso de los Baskerville                                       |
| 1983 | Los tesoros de Agra                                  | Primer episodio           | El signo de los cuatro                                              |
| 1983 | Los tesoros de Agra                                  | Segundo episodio          | El signo de los cuatro, Escándalo en Bohemia                        |
| 1986 | El siglo veinte comienza                             | Primer episodio           | El dedo pulgar del ingeniero, La segunda mancha                     |
| 1986 | El siglo veinte comienza                             | Segundo episodio          | Los planos del "Bruce-Partington", Su último saludo en el escenario |

## Reparto
| Actor              | Personaje          |
| ------------------ | ------------------ |
| Vasili Livánov     | Sherlock Holmes    |
| Vitali Solomin     | Dr. Watson         |
| Rina Zelyónaya     | Sra. Hudson        |
| Borislav Brondukov | Inspector Lestrade |
| Ígor Dmítriev      | Tobias Gregson     |
| Víktor Yevgráfov   | Profesor Moriarty  |

## Recepción
Las películas fueron muy bien recibidas por los espectadores soviéticos, que destacaron tanto la representación magistral de los protagonistas por parte de los actores principales, como la atención al detalle en la producción. La serie se convirtió en un fenómeno cultural y una obra legendaria de la televisión soviética. En Occidente, la recepción de la serie también fue positiva, especialmente en el Reino Unido. Los críticos británicos subrayaron que los creadores de la serie trataron la fuente original con el debido cuidado y respeto, reproduciendo con éxito la atmósfera de las obras de Arthur Conan Doyle. En 2006, Vasili Livánov se convirtió en Miembro de la Orden del Imperio Británico, supuestamente por su representación magistral de Sherlock Holmes. La estatua de cera de Livánov está expuesta en el museo de Sherlock Holmes en Londres. En 2007, una estatua de Sherlock Holmes y del doctor Watson, interpretados respectivamente por Livánov y Solomin, fue erigida en Moscú cerca de la embajada británica. En el mismo año 2007, para celebrar el 120 aniversario de la primera novela de Sherlock Holmes, una casa de moneda privada de Nueva Zelanda, la Casa de la Moneda de Nueva Zelanda, acuñó una serie limitada de monedas de plata con los retratos de Livànov, Solomin y otros actores de la serie.